# Per Faxneld
Per Faxneld, född 13 juni 1978, är en svensk religionshistoriker och författare. Han är docent i religionshistoria och professor i religionsvetenskap vid Södertörns högskola, med västerländsk esoterism, nyreligiositet och "alternativandlighet" som främsta forskningsområden.

## Biografi
Faxneld bokdebuterade 2006, med monografin Mörkrets apostlar: Satanism i äldre tid (Sundbyberg: Ouroboros). 2010 utkom antologin Förborgade tecken: Esoterism i västerländsk litteratur (Umeå: H:Ströms), som han redigerade med litteraturvetaren Mattias Fyhr. 2012 utkom ännu en antologi, The Devil's Party: Satanism in Modernity (New York: Oxford University Press), redigerad tillsammans med den danske religionshistorikern Jesper Aagard Petersen.
Faxnelds doktorsavhandling, Satanic Feminism: Lucifer as the Liberator of Woman in Nineteenth-Century Culture (Stockholm: Molin & Sorgenfrei, 2014) ägnades åt hur feminister cirka 1880–1930 använde symbolisk satanism som en strategi i kampen mot ett patriarkalt etablissemang som de uppfattade som huvudsakligen uppburet av religiösa (kristna) stöttepelare. Här lyftes fram bland annat hur dessa kvinnor hämtade inspiration från teosofi och hur sekularismens religionskritiska diskurser påverkade den tidiga feminismen. Boken återutgavs 2017 av Oxford University Press.
2020 utkom monografin Det ockulta sekelskiftet: Esoteriska strömningar i Hilma af Klints tid (Stockholm: Volante), som är en introduktionsbok till esoterismens (svenska) historia och en diskussion av hur sådant tankegods påverkat tre svenska kvinnliga konstnärer: Hilma af Klint, Lucie Lagerbielke och Tyra Kleen.
2020 gjorde Faxneld också debut som skönlitterär författare med novellsamlingen Offerträdet: Fyrtiofyra folkgotiska berättelser (Stockholm: Volante), illustrerad av Mimmi Strinnholm.
Mellan 2010 och 2020 drev Faxneld tillsammans med Hans Rosenberg och Per Norström förlaget Malört som bland annat gav ut kommenterade utgåvor av Jacques Cazottes Le diable amoureux (1772) och Stanisław Przybyszewskis noveller.
2015 belönades Faxneld med Donnerska institutets pris för framstående religionsvetenskaplig forskning utförd vid ett nordiskt universitet.
När Konditori Valand stängde 2018 var Faxneld initiativtagare till att köpa och lagra hela inredningen, vilken sedan togs över av Bio Aspen i Aspudden.